# Cedris
Cedris is de Nederlandse brancheorganisatie voor sociale werkgelegenheid en arbeidsintegratie. Bij Cedris zijn ongeveer 94 sw-bedrijven 'uitvoerders van de Wet sociale werkvoorziening) aangesloten. De organisatie behartigt de gemeenschappelijke belangen van de sw-bedrijven en is, samen met de Vereniging Nederlandse Gemeenten, overlegpartner van het Ministerie van Sociale Zaken en Werkgelegenheid op het terrein van de sociale werkvoorziening. Voorzitter van Cedris is sinds 1 september 2013 Job Cohen.